# Wieb Top
Wiebrand (Wieb) Top (Ten Boer, 17 juli 1930 - Leeuwarden, 24 december 2010) was een Nederlands historicus.
Top werd opgeleid tot onderwijzer in Groningen. Daarna studeerde hij geschiedenis. Na les te hebben gegeven op een middelbare school, werd hij wetenschappelijk medewerker aan de Vrije Universiteit in Amsterdam. Hij promoveerde in 1988 aan de Vrije Universiteit op een onderzoek naar de seksuele voorlichting onder gereformeerden van 1900 tot 1965.

## Werk
Top is onder meer de auteur van:
- Honderd jaar imkeren (Wageningen, 1997, een geschiedenis van de Vereniging tot Bevordering der Bijenteelt in Nederland van 1897 tot 1997 (Wageningen, 1997)
- Fijn en frisch. Seksuele voorlichting onder gereformeerden 1900-1965 (Amsterdam, 1988)
- Licht en tegenlicht : woongemeenschappen van ouderen, uitgegeven door de Landelijke Vereniging Groepswonen van Ouderen (1992)
- Ket oet: Ten Boer, 17 april 1945 : de bevrijding van een Gronings dorp, uitgegeven door Blue Mule, 1995